# Regine Sawyer
 (avril 2020).
Pour les articles homonymes, voir Sawyer.
Regine L. Swayer (née dans le Queens) est une activiste, éditrice et scénariste de bande dessinée américaine.
Elle dirige depuis 2007 la maison d'édition Lockett Down Productions, où elle publie ses séries The Rippers et Eating Vampires. Elle coordonne depuis 2012 Women in Comics Collective International, une organisation de promotion des femmes travaillant dans la bande dessinée.